# Medaile Za rozvoj železnice
Medaile Za rozvoj železnice (rusky Медаль «За развитие железных дорог») je státní vyznamenání Ruské federace založené roku 2007. Udílena je za rozvoj ruské železnice občanům Ruska i cizincům.

## Historie
Medaile byla založena dekretem prezidenta Ruské federace č. 852 O zřízení medaile Za rozvoj železnice ze dne 9. července 2007. Předpis byl upraven dekretem prezidenta Ruské federace č. 1099 O opatřeních ke zlepšení systému státních vyznamenání Ruské federace ze dne 7. září 2010. Stanovy vyznamenání byly doplněny dekretem prezidenta Ruské federace č. 1631 ze dne 16. prosince 2011. Tento dekret zavedl miniaturu vyznamenání.

## Pravidla udílení
Medaile je udílena občanům Ruské federace za zásluhy o rozvoj železniční dopravy v Ruské federaci a za velký přínos při školení personálu a za vědeckou a další činnost zaměřenou na zefektivnění železniční dopravy. Medaile se obvykle udílí s podmínkou, že osoba nominovaná na toto vyznamenání je již držitelem čestného titulu Zasloužilý pracovník v dopravě Ruské federace. Může být udělena i cizím státním příslušníkům za zvláštní zásluhy v rozvoji železniční dopravy v Ruské federaci.
Medaile Za rozvoj železnice se nosí nalevo na hrudi a v přítomnosti dalších ruských vyznamenání se nosí za medailí Za práci v zemědělství.

## Popis medaile
Medaile pravidelného kulatého tvaru o průměru 32 mm je vyrobena ze stříbra. Vnější okraje medaile jsou vystouplé. Na přední straně je vyobrazena první ruská parní lokomotiva a moderní elektrická lokomotiva. Na zadní straně je nápis vy cyrilici ЗА РАЗВИТИЕ ЖЕЛЕЗНЫХ ДОРОГ a pod ním sériové číslo medaile.
Medaile je připojena pomocí jednoduchého kroužku ke kovové destičce ve tvaru pětiúhelníku potažené hedvábnou stuhou z moaré širokou 24 mm. Stuha je zelená s podélnými stříbrnými a černými proužky lemujícími oba okraje. Šířka proužků je 2 mm.